# (169071) 2001 FR185
(169071) 2001 FR185, também escrito como (169071) 2001 FR185, é um objeto transnetuniano (TNO) que está localizado no cinturão de Kuiper, uma região do Sistema Solar. Ele é classificado como um plutino, isso significa que este objeto, assim como Plutão, está em uma ressonância orbital de 2:3 com o planeta Netuno. O mesmo possui uma magnitude absoluta (H) de 8 e, tem um diâmetro com cerca de 111 km, por isso existem poucas chances que possa ser classificado como um planeta anão, devido ao seu tamanho relativamente pequeno.

## Descoberta
(169071) 2001 FR1857 foi descoberto no dia 26 de março de 2001 por Marc W. Buie.

## Órbita
A órbita de (169071) 2001 FR185 tem uma excentricidade de 0.191, possui um semieixo maior de 39,104 UA e um período orbital de cerca de 245 anos. O seu periélio leva o mesmo a uma distância de 31,7 UA em relação ao Sol e seu afélio a 46,509 UA.